# Nordengland

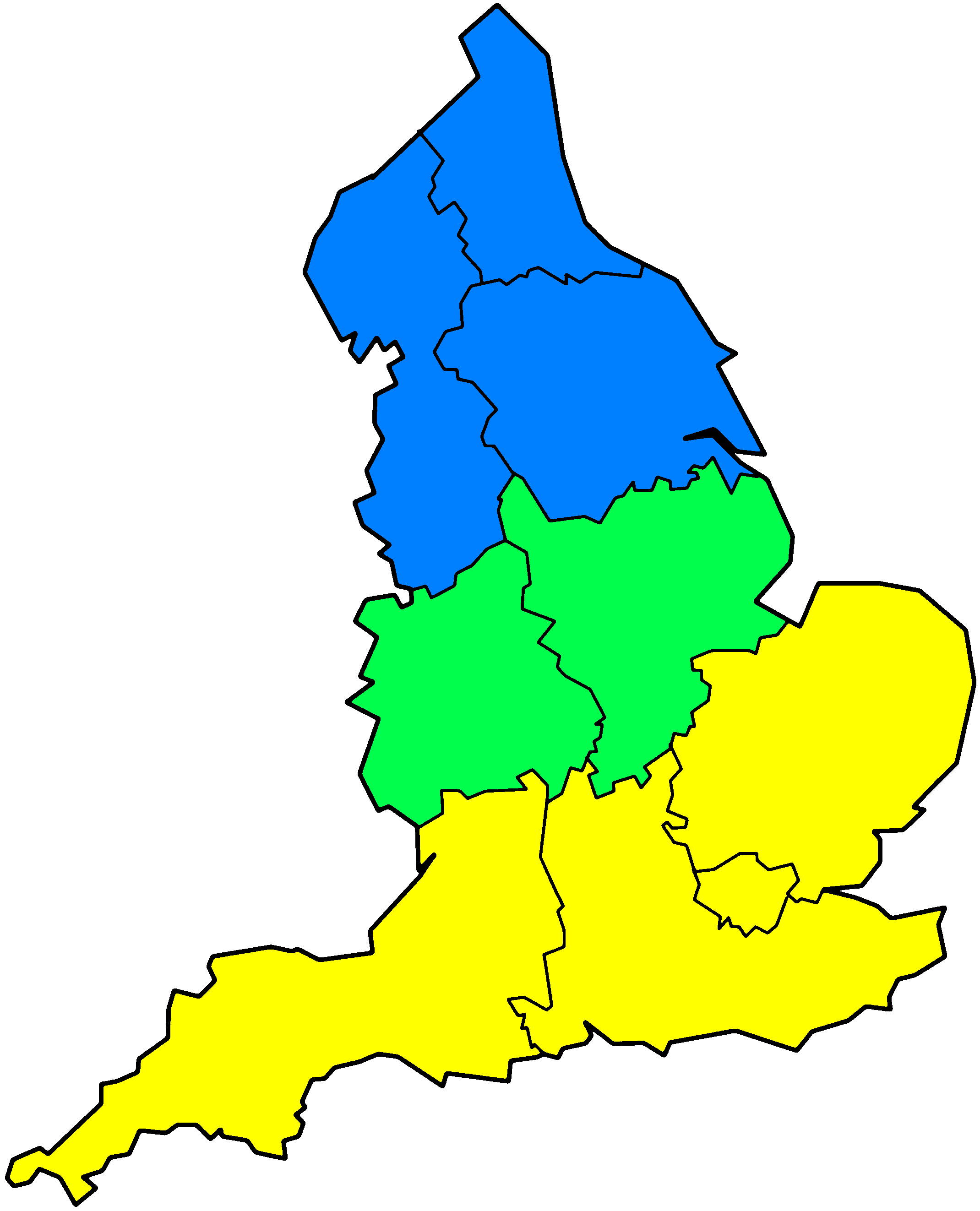
Nordengland (blau) Mittelengland (grün) Südengland (gelb)

Nordengland (engl. Northern England) umfasst die englischen Verwaltungsregionen North West England, Yorkshire and the Humber und North East England. Der Bereich ist im Süden in etwa durch den River Trent begrenzt, nach Norden hin durch die Grenze zu Schottland. Hier leben etwa 14,5 Millionen Menschen auf 37.331 km² Fläche. Die Region umfasst Großstädte wie Leeds, Liverpool, Manchester, Newcastle-upon-Tyne und Sheffield, aber auch fünf Nationalparks: Lake District, North York Moors, Northumberland-Nationalpark, Peak District und Yorkshire Dales. In Nordengland begann die Industrielle Revolution und bis Mitte des 20. Jahrhunderts war die Region das industrielle Herz Großbritanniens. Seit der Deindustrialisierung wurde Nordengland im Vergleich zu Südengland wirtschaftlich  benachteiligt. Auch kulturell hat Nordengland eine gewisse Eigenständigkeit bewahrt, z. B. in der Musik, der regionalen Küche und dem Dialekt (Nordenglisch). In Blackpool werden 152 Sprachen gesprochen. Mit dem Levelling-up will Boris Johnson die größten Ungleichheiten in England beseitigen.